# Autoestrada A31 (Itália)
A Autoestrada A31 (também conhecida como Autostrada della Val d'Astico, ou ainda, Valdastico) é uma autoestrada da Itália que conecta Piovene Rocchette a Albettone e Barbarano Vicentino, na região do Vêneto. Inaugurada em 1976, ela possui 50.1 km de extensão. É inteiramente gerida pela Autostrada Brescia-Verona-Vicenza-Padova S.p.A..
Atualmente, estão em progresso trabalhos para a expansão da autoestrada ao sul. A autoestrada irá estar conectada a SS 434 Transpolesana perto de Badia Polesine. Os trabalhos estão previstos para serem terminados  em 2014. Está planejado, também, uma expansão para o norte, conectando-a à A22, perto de Besenello. 

## Rota
Percurso atualmente trafegável em verde
| AUTOSTRADA DELLA VALDASTICO Albettone - Barbarano Vicentino / Piovene Rocchette |                                  |       |       |           |                           |                              |
| Tipo                                                                            | Indicação                        | ↓km↓  | ↑km↑  | Província | Estrada Europeia          | Nota                         |
|                                                                                 | Strada statale 434 Transpolesana | 0     | 127,7 | RO        |                           | Abertura em dezembro de 2014 |
|                                                                                 | Badia Polesine                   | 4     | 123,7 | RO        |                           | Abertura em dezembro de 2014 |
|                                                                                 | Barriera di Badia Polesine       | 5     | 122,7 | RO        |                           | Abertura em dezembro de 2014 |
|                                                                                 | Piacenza d'Adige                 | 8     | 119,7 | PD        |                           | Abertura em dezembro de 2014 |
|                                                                                 | Santa Margherita d'Adige         | 18    | 109,7 | PD        |                           | Abertura em dezembro de 2014 |
|                                                                                 | Noventa Vicentina                | 26,5  | 101,1 | VI        | Abertura 2015             |                              |
|                                                                                 | Agugliaro                        | 32    | 97,1  | VI        | Abertura em julho de 2014 |                              |
|                                                                                 | Albettone - Barbarano Vicentino  | 38,5  | 89,1  | VI        |                           |                              |
|                                                                                 | Longare - Montegaldella          | 46,5  | 81,1  | VI        |                           |                              |
|                                                                                 | A4 Torino - Trieste              | 53    | 74,6  | VI        |                           |                              |
|                                                                                 | Parcheggio "Villa Tacchi"        | 60    | 67,6  | VI        |                           |                              |
|                                                                                 | Vicenza Nord                     | 61,6  | 66,1  | VI        |                           |                              |
|                                                                                 | Area Servizio "Postumia"         | 63,4  | 64,3  | VI        |                           |                              |
|                                                                                 | Dueville                         | 69,6  | 58,1  | VI        |                           |                              |
|                                                                                 | Parcheggio "Pasubio"             | 77    | 50,5  | VI        |                           |                              |
|                                                                                 | Pedemontana Veneta (2017)        | ~ 77  | ~ 50  | VI        |                           |                              |
|                                                                                 | Thiene - Schio                   | 79,5  | 48,2  | VI        |                           |                              |
|                                                                                 | Piovene Rocchette                | 88,7  | 39    | VI        |                           |                              |
|                                                                                 | Velo d'Astico                    | 94,2  | 33,5  | VI        |                           | Em fase de desenho           |
|                                                                                 | Lastebasse                       | 107,4 | 20,3  | VI        |                           | Em fase de desenho           |
|                                                                                 | A22 Modena - Brennero            | 127,7 | 0     | TN        |                           | Em fase de desenho           |